# 伊萬奇
51°14′24″N 26°2′31″E / 51.24000°N 26.04194°E
伊萬奇（烏克蘭語：Іванчі），是烏克蘭西北部的村莊，隸屬里夫內州的瓦拉什區。該村始建於1700年，面積23.5平方公里，海拔高度173米，人口910，人口密度每平方公里41.5人。